# Чан Ван Ча
Нгуєн Чан, відомий як Чан Ван Ча (15 вересня 1919 — 20 квітня 1996) — в'єтнамський генерал. Був командувачем у В'єтконг; член ЦК Партії Лао Донг (Робітнича партія В'єтнаму, попередниця Комуністичної партії В'єтнаму) з 1960 по 1982 рр.; генерал-лейтенант армії Північного В'єтнаму; голова Комітету з військових справ Центрального офісу Південного В'єтнаму (1964–1976).